# 兴国路住宅

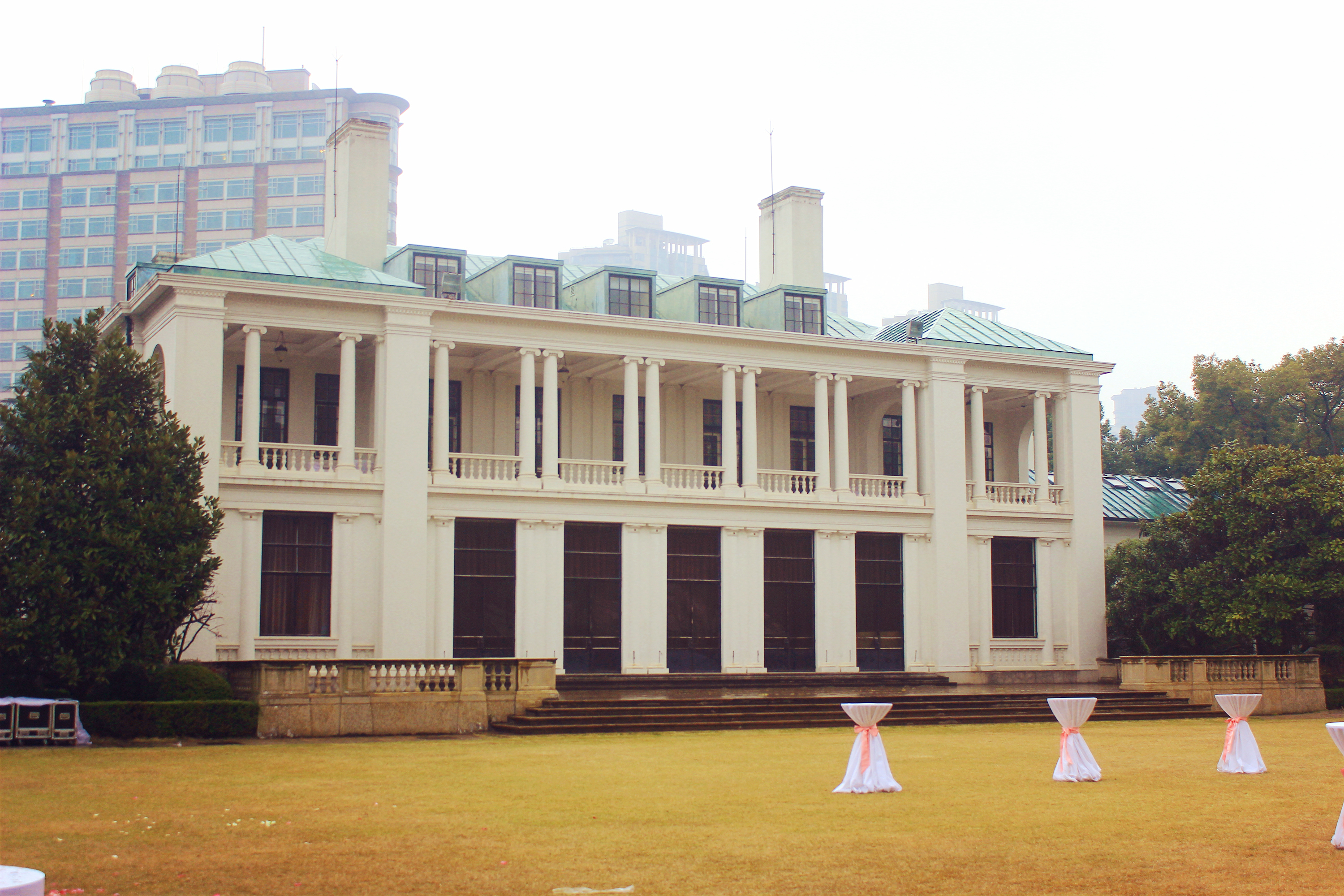

兴国路住宅（英語：Hazelwood）是中國大陸上海市的一座历史建筑，位于长宁区新华路街道兴国路72号。
这是一座帕拉第奥式建筑，是太古洋行高级职员的花园别墅，建于1934—1935年，由威尔斯建筑师克拉夫·威廉斯-艾利斯在英国设计。当时这里是上海法租界最西端的雷上达路。建筑立面白石砌筑，铜皮作顶。
1950年后，太古洋行撤出中国大陆，该宅成为中共上海市委内部招待所。1980年代，改为兴国宾馆1号楼，对外开放。太古洋行在此召开了董事会。1989年，该建筑被列为第一批上海市优秀历史建筑和第五批上海市文物保护单位。后为上海兴国宾馆丽笙精选的一部分。